# Condover
Condover – wieś w Anglii, w hrabstwie Shropshire. Leży 7 km na południe od miasta Shrewsbury i 220 km na północny zachód od Londynu. Miejscowość liczy 659 mieszkańców.